# John Worthington Ames
John Worthington Ames (né le 22 novembre 1833 à Lowell, État du Massachusetts, et décédé le 6 avril 1878 à San Rafael, État de Californie) est un brigadier-général de l'Union. Il est enterré  à San Rafael dans l'État de Californie.

## Guerre de Sécession
John Worthington Ames s'engage le 14 mai 1861 en tant que premier lieutenant dans le 16th United States Regular Infantry puis il est transféré au 11th United States Regular Infantry le 23 juillet 1861, après avoir été promu capitaine le 14 mai 1861.
Il participe à la bataille d'Antietam.
Il est promu commandant le 27 juin 1862 pour « bravoure et services méritants » à la bataille de Gaine's Mill en Virginie.
Il est blessé lors d'un combat à New Market Heights, le 29 septembre 1864.
Il est breveté lieutenant-colonel, pour le même motif, le 13 mars 1865 pour son comportement lors de la bataille de Gettysburg,.[5]
Le 28 septembre 1863, il commande le 6th United States Colored Troops après sa promotion au grade de colonel. Il est breveté brigadier-général des volontaires le 15 janvier 1865.
Il quitte le service actif le 20 septembre 1865. (Démobilisation du service de Volontaires le 20 septembre 1865... Démission le 4 octobre 1866) [5]